# 2023 en Afrique du Sud
Chronologie de l'Afrique du Sud
- 2019
- 2020
- 2021
- 2022
- 2023
- 2024
- 2025
- 2026
- 2027

Cet article traite des événements qui se sont produits durant l'année 2023 en Afrique du Sud, ou concernant le pays.

## Événements

### Mai
- 20 mai : Fin du championnat d’Afrique du Sud de football.
- 27 mai : Fin de la Saison 2022-2023 du United Rugby Championship.

### Août
- 22 au 24 août : 15e sommet des BRICS à Johannesbourg.
- 31 août : un incendie à Johannesbourg tue au moins 73 personnes.

## Décès
- 8 janvier : Adriaan Vlok, homme politique
- 12 janvier : Gerrie Coetzee, boxeur
- 10 février : AKA, rappeur
- 11 mars : Costa Titch, rappeur
- 5 avril : Ian McIntosh, entraîneur zimbabwéen mort en Afrique du Sud
- 15 avril : Beatrice Marshoff, femme politique
- 5 mai : George Fouché, pilote de course automobile
- 18 mai : Denis Worrall, homme politique
- 5 juin : Tina Joemat-Pettersson, femme politique
- 10 juin : Clive Barker, entraîneur de football
- 14 juin : Peter Beighton, médecin
- 16 août : Johaar Mosaval, danseur de ballet
- 23 août : Theuns Stofberg, joueur de rugby à XV
- 9 septembre : Mangosuthu Buthelezi, homme politique
- 13 septembre : Perrie Mans, joueur de snooker
- 25 septembre : Zoleka Mandela, écrivaine
- 12 octobre : Alice Mabota, militante mozambicaine morte en Afrique du Sud
- 19 novembre : Hannes Strydom, joueur de rugby à XV
- 21 novembre : Tertius Delport, homme politique
- 11 décembre : Zahara, musicienne